# Chinchilla lanigera
Chinchilla lanigera és una de les dues espècies de xinxilla; l'altra és C. chinchilla. Les poblacions de C. lanigera es troben a Aucó, a prop d'Illapel, Regió IV, Xile, a la Reserva Nacional Las Chinchillas i a La Higuera, aprox. 100 km al nord de Coquimbo (29° 33′ S, 71° 04′ W).
Habiten els pendents rocosos de les muntanyes. El seu pelatge els protegeix del fred.